# 넷스케이프 커뮤니케이터
넷스케이프 커뮤니케이터(Netscape Communicator) 또는 넷스케이프 4(Netscape 4)는 현재는 개발이 중단된, 넷스케이프가 개발한 인터넷 스위트이며, 넷스케이프 계열의 브라우저 중 4번째 주요 릴리스였다. 1996년 첫 베타를 시작하여 1997년 6월 출시되었다. 넷스케이프 커뮤니케이터는 제품군의 이름을 넷스케이프 "커뮤니케이터"로 변경함으로써 제품군의 이름과 그 안에 포함된 브라우저 두 곳에 사용된 넷스케이프 내비게이터 3.x의 문제를 해결했다. 기업에 대응하기 위해 더 많은 그룹웨어 기능들을 포함했다.
1998년 2월, 넷스케이프는 Mozilla.org는 열린 대화의 제고, 발전, 가이드, 그리고 넷스케이프의 클라이언트 소스 코드의 개발을 위한 관련 웹 사이트와 더불어 넷스케이프 내의 전문 팀으로서 넷스케이프 커뮤니케이터 5의 개발을 공동 조정한다고 발표했다. 그러나 오래된 커뮤니케이터 코드는 작업이 어렵다는 것이 입증되어 버려졌다. 커뮤니케이터의 전체 소스 코드는 모질라에 의해 다시 개발되었으며 이후 모질라 애플리케이션 스위트로 테스트되었다. 현재 AOL이 소유 중인 넷스케이프는 마침내 커뮤니케이터의 뒤를 잇는 넷스케이프 6를 2000년 11월 출시했으며 이는 변경사항과 추가사항을 포함한 모질라 애플리케이션 스위트에 기반을 둔다. 커뮤니케이터의 사소한 업데이트는 계속 발행되었으며 이후 2002년 8월 넷스케이프 커뮤니케이터 4.8이 출시되기에 이른다.

## 같이 보기
- 웹 브라우저 목록
- HTML 편집기 목록
- 시몽키 애플리케이션 스위트